# Brian Glenister
Brian Frederick Glenister (* 28. September 1928 in Albany, Australien; † 7. Juni 2012) war ein australisch-US-amerikanischer Geologe und Paläontologe.

## Leben
Glenister studierte an der University of Western Australia mit dem Bachelor-Abschluss 1949, an der University of Melbourne mit dem Master-Abschluss 1953 und wurde 1956 an der University of Iowa promoviert, an der er seit 1954 als Fulbright-Stipendiat war. Danach war er Senior Lecturer in Geologie an der University of Western Australia und ab 1959 Assistant Professor und 1968 Professor für Geologie an der University of Iowa. 1968 bis 1974 stand er der Fakultät vor und ab 1974 war er A. K. Miller Professor. 1997 wurde er emeritiert.
Er befasste sich mit fossilen Cephalopoden (Ammoniten) und Biostratigraphie. Glenister war an der Einführung verschiedener Stufen des Perm beteiligt (wie Roadium, Capitanium, Guadalupium). Er war Experte für Ammoniten des Perm und war Mitautor der Neubearbeitung des entsprechenden Abschnitts im Treatise on Invertebrate Paleontology.
Er war Mitglied der American Association for the Advancement of Science. 2001 erhielt er den Gilbert Harris Award des Paleontological Research Institute. 2004 erhielt er den Lifetime Education Award des International Cephalopoda Symposium. 1989 war er Präsident der Paleontological Society.
Glenister war US-amerikanischer Staatsbürger. Er war seit 1956 mit Anne Treloar  verheiratet und hatte drei Kinder.

## Schriften
- mit William Madison Furnish: Permian ammonoids, in M. R. House., J. R.  Senior (Hrsg.), The Ammonoidea: Systematics Association Special Volume 18, 1981, S. 49–64.
- Permian Ammonoidea, in M. J. Benton, M. A. Whyte (Hrsg.), The Fossil Record 2: sponsored by the Palaeontological Association, the Royal Society, and the Linnaean Society: London, Chapman and Hall, 1993, S. 189–211.
- mit W. M. Furnish, J. Kullmann, Z. Zhou: Treatise on Invertebrate Paleontology, Part L (Revised), Mollusca 4, v. 2, Carboniferous and Permian Ammonoidea (Goniatitida and Prolecanitida), Geological Society of America, University of Kansas Press 2009